# Dallocardia muricata
Dallocardia muricata (nomeada, em inglêsː yellow American cockle ou American yellow cockle; em portuguêsː berbigão – nome também dado para Anomalocardia flexuosa e Tivela mactroides – , mija-mija, rala-coco e tamati; cientificamente denominada Cardium muricatum ou Trachycardium muricatum durante o século XX) é uma espécie de molusco Bivalvia marinho litorâneo da família Cardiidae, classificada por Carolus Linnaeus em 1758; descrita como Cardium muricatum em seu Systema Naturae. Habita fundos de praias arenosas e lodosas do oeste do oceano Atlântico, sob rochas, em águas da zona entremarés até os 84 metros de profundidade. É espécie comestível e pode ser encontrada nos sambaquis brasileiros, do Espírito Santo até Santa Catarina.

## Descrição da concha
Dallocardia muricata possui concha ovalada, quase arredondada, com 6 centímetros de comprimento, 7 centímetros de altura e 5 de largura, quando bem desenvolvida. Suas valvas possuem de 31 a 36 costelas radiais fortes e bem visíveis, com um perióstraco castanho e quebradiço encobrindo uma superfície opaca de coloração branca a amarelada e recoberta com manchas irregulares de coloração castanho-avermelhada. Interior das valvas de um branco brilhante, com mancha amarelo-violácea próxima ao umbo; que, externamente, é um pouco saliente.

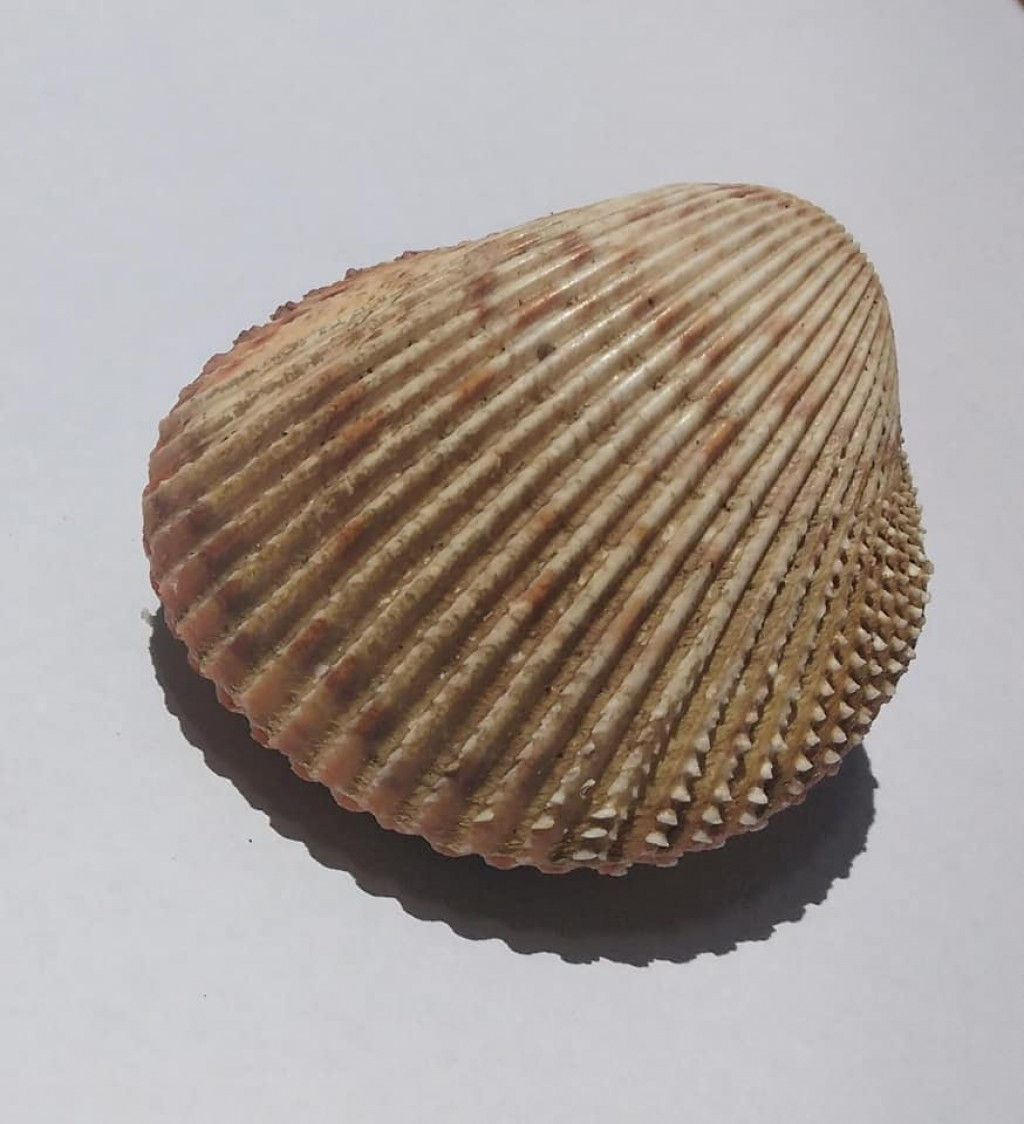
Concha de D. muricata, coletada em Ubatuba, região sudeste do Brasil, em 25 de abril de 2000.

## Distribuição geográfica
Esta espécie está distribuída da Carolina do Norte, nos Estados Unidos, até o golfo de San Matias, na Argentina, passando pela Colômbia, Venezuela (no Mar do Caribe) e por toda a costa brasileira.

## Nomenclatura
Segundo Rodolpho von Ihering, quando a maré abandona o molusco na praia, ele procura descer para o mar e, andando, de vez em quando solta um pouco de água pelos seus orifícios sifonais, costume este que determinou o nome vulgar-pejorativo: mija-mija. A etimologia de seu epíteto específico, muricata, provém de "muricado"; ou seja, coberto de curtos acúleos cônicos, uma característica presente em áreas da concha deste molusco. Já a denominação original de seu gênero, Cardium, está associada a coração; com Lineu assim lhe nomeando por associar este órgão ao formato de sua concha; assim transferido para Dallocardia.